# Erich Wichert
Erich Wichert (ur. 26 stycznia 1909 w Lipsku, zm. 5 sierpnia 1985 w Berlinie (wschodnim)) – niemiecki działacz komunistyczny, generał major Stasi.

## Życiorys
Urodził się w rodzinie ślusarza. W latach 1923–1929 wykonywał różne prace tymczasowe, w 1929 wstąpił do KPD, po dojściu do władzy NSDAP został aresztowany i skazany na 15 lat więzienia. W 1945 wypuszczony, współpracował ze służbami specjalnymi ZSRR, od 1947 pracował w organach wschodnioniemieckiej bezpieki, 1948-1949 kierował działem kadr Głównego Wydziału Kultury Politycznej Niemieckiego Zarządu Spraw Wewnętrznych. W latach 1949–1950 był szefem działu kadr Głównego Zarządu Ochrony Gospodarki Narodowej, od lutego 1950 do 1953 szefem Wydziału I/Głównego Wydziału Kadr Stasi NRD, a od 1953 do listopada 1955 szefem Głównego Wydziału Kadr i Szkolenia służby bezpieczeństwa Ministerstwa Spraw Wewnętrznych NRD, w 1953 otrzymał stopień pułkownika. Od listopada 1955 do października 1957 był szefem Głównego Zarządu Kadr i Szkolenia Stasi NRD, 1957-1974 kierował berlińskim zarządem Stasi, w 1964 został awansowany na generała majora, w 1974 przeszedł na emeryturę. Był odznaczony Złotym Orderem Zasługi dla Ojczyzny (1969) i Orderem Karla Marksa (1979).